# Frantschach-Sankt Gertraud
Frantschach-Sankt Gertraud là một thị xã ở huyện Wolfsberg bang Carinthia, Áo. Đô thị này có diện tích 100,97 km², dân số thời điểm 31 tháng 12 năm 2005 là 3148 người.